# 百日祝い

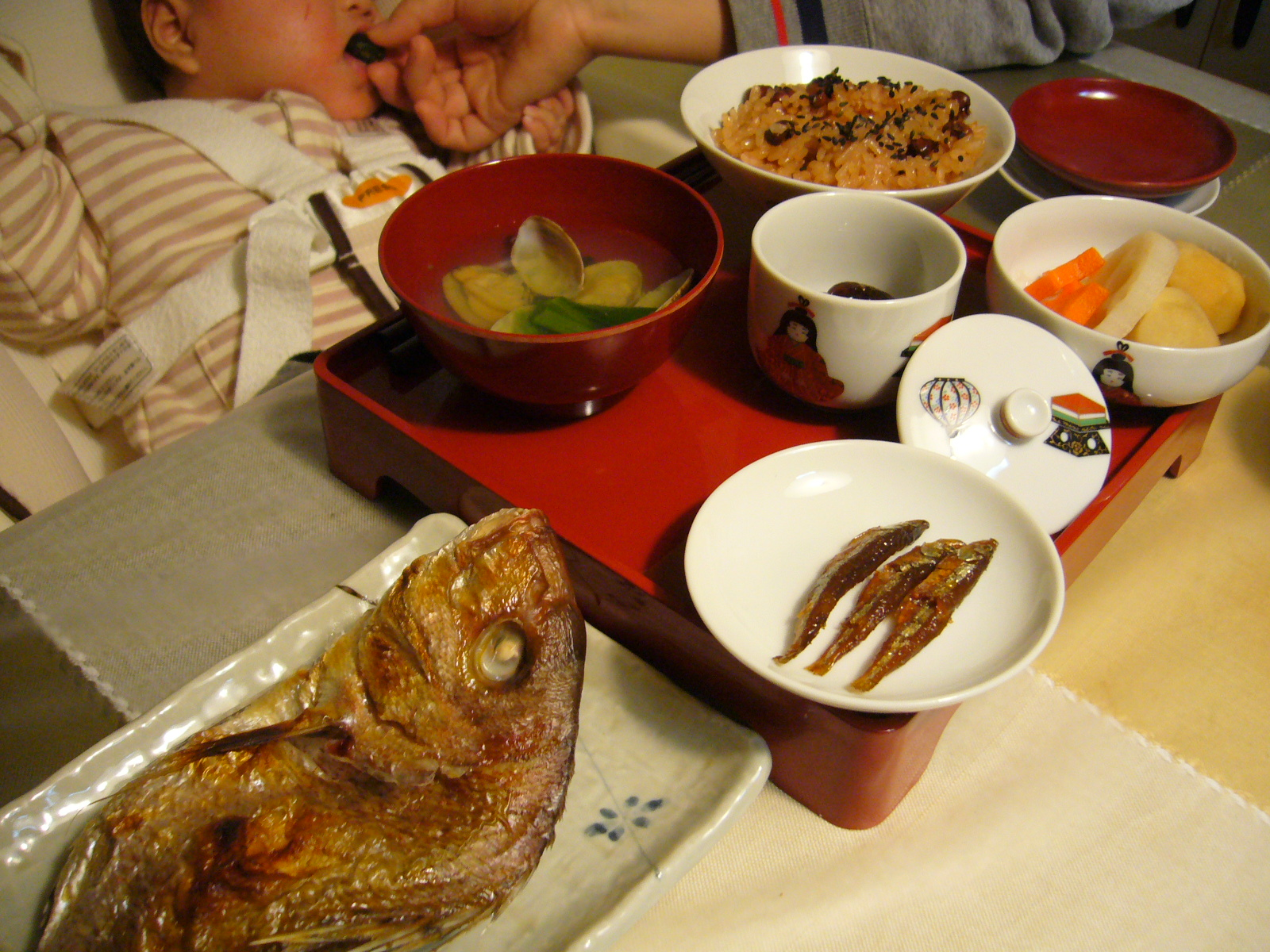
お食い初めの例

百日祝い（ももかいわい）とは、日本、中国、韓国の新生児の生後100日目（または110日目、120日目）に行われる儀式。日本では「お食い初め（おくいぞめ）」や「真魚始め（）」、初めて箸を使うので「箸揃え（）」「箸初め（）」、祝う時期が歯の生え始めであるから「歯がため」とも呼ぶ地域もある。

## 概要
個人差はあるが、新生児の生後100日頃に乳歯が生え始める。この時期に「一生涯、食べることに困らないように」との願いを込めて食事をする真似をさせる儀式である。
この儀式は、平安時代から行われてきたものである。
江戸時代には、生後120日経つと、飯や魚、5個の餅、吸い物、酒などの膳部（ぜんぶ：膳にのせて供する食物・料理）をそろえて幼児に食べさせる真似をした。

## 祝い膳
伝統的な形の「お食い初め」は、一汁三菜の「祝い膳（いわいぜん）」が用意される。これには鯛など尾頭（おかしら）つきの魚および、赤飯・焚き物・香の物・紅白の餅のほか、吸う力が強くなるようにとの考えから吸い物（汁物）、歯が丈夫になるようにとの考えから歯固め石が供される。食器は、正式には漆器で高足の御膳にしつらえる。器の漆の色も赤ちゃんの性別で異なり、男児は内外ともに赤色で、女児は黒色で内側が赤色である。
歯固め石は、古くからの習わしでは地元の神社の境内から授かるもので、儀式が終われば再び境内へ納める。小石の代わりに固いクリの実を供する地域もある。大阪をはじめ、関西地方では小石の代わりにタコを供する風習が存在する。
長野県佐久地方では、祝い膳の直後に、洗い清めた石を皿に乗せ、焼鰯を添えた膳を作る風習がある。子供に石をしゃぶらせると、石をも噛み砕くような丈夫な歯が生えるといわれる。

## 中国の風習
赤ちゃんのための命名式を行う。
髪の毛を切って「胎毛筆」と呼ばれる筆を作る。二つを祖父と祖母への贈り物にするのが、子供が生まれた後の最高の縁起物であり、一番喜ばれる贈り物だという伝統がある。

## 西洋の近似の風習
イギリスでは、生まれて間も無く行う幼児洗礼（命名式）の際に、スプーンを使ってお食い初めと似たことを行っていた。古くは、その子の親の身分や貧富によってスプーンの材質が違い、富裕な家では銀製、裕福でない家では木製のスプーンを使用した。このことから、良い家柄の・富裕な家の出身であることを表す「銀の匙をくわえて生まれてきた」という熟語ができた。現在では、幼児洗礼の贈り物として子供に銀のスプーンを贈る家庭がヨーロッパ各地で見られる。